# フィリピンオオコウモリ
フィリピンオオコウモリ（Acerodon jubatus）は、翼手目に属する哺乳類の1種である。翼を広げると170cmにも到達する最大級のコウモリの1種であり、フィリピンのルソン島、セブ島などを中心に生息している。
2016年現在、IUCNによって絶滅危惧種に指定されており、食肉目的で個体数の半数が減ってしまったとされている。このため国際コウモリ保護協会は、この種を優先保護種リストの35種のうちの一つに挙げている。
夜行性で、一日の大半を洞窟で眠って過ごす。植物食で、果実や葉っぱ、花などを食べると言うが、糞便の7割にイチジクの種子が含まれていたことが分かっている。